# Sorbus folgneri
Sorbus folgneri là loài thực vật có hoa trong họ Hoa hồng. Loài này được (C.K. Schneid.) Rehder miêu tả khoa học đầu tiên năm 1915.